# KyivNotKiev

Logo kampanii

KyivNotKiev – kampania internetowa zainicjowana 2 października 2018 przez Ministerstwo Spraw Zagranicznych Ukrainy oraz Centrum Komunikacji Straegicznych „StratCom Ukraine”, mająca na celu promocję wyłącznego stosowania anglojęzycznej transliteracji Kyiv (z ukr. Київ) zamiast Kiev (z ros. Киев) jako nazwy stolicy Ukrainy.

## Cel i przebieg kampanii
Inicjatywa stanowi część szerszej kampanii CorrectUA, której celem jest promocja ukraińskiej tożsamości narodowej poprzez zastępowanie transliteracji nazw miejscowości opartych na języku rosyjskim ich ukraińskimi odpowiednikami. Przykłady obejmują m.in. zmiany z Odessa na Odesa (pol. Odessa), Kharkov na Kharkiv (pol. Charków), Lvov na Lviv (pol. Lwów), Nikolaev na Mykolaiv (pol. Mikołajów) oraz Rovno na Rivne (pol. Równe).
CorrectUA rekomenduje również unikanie użycia przedimka określonego the przed nazwą Ukraine, argumentując, że forma the Ukraine może sugerować brak pełnej suwerenności państwowej i ma korzenie w czasach zależności od Rosji lub ZSRR. Takie postrzeganie nasiliło się po rosyjskiej agresji na Ukrainę w 2014.
Pisownia „Kyiv” została oficjalnie zatwierdzona przez rząd Ukrainy w 1995 i zaakceptowana przez ONZ w 2012. Pomimo to forma ta była stosowana w ograniczonym zakresie aż do połowy drugiej dekady XXI wieku.
Kampania spotkała się z krytyką niektórych środowisk, które postrzegają ją jako działanie populistyczne, mające na celu odwrócenie uwagi od poważniejszych problemów wewnętrznych Ukrainy.

### Efekty
Po rozpoczęciu kampanii KyivNotKiev forma Kyiv zaczęła być coraz częściej stosowana w anglojęzycznych mediach. Do redakcji, które przyjęły nową transliterację, należą m.in. BBC, Associated Press, „The Washington Post”, „The Economist”, „The Daily Telegraph” czy „The New York Times”.
W czerwcu 2019 United States Board on Geographic Names, na wniosek Departamentu Stanu Stanów Zjednoczonych, Ambasady Ukrainy w Stanach Zjednoczonych oraz ukraińskich organizacji w Ameryce, zatwierdziła formę Kyiv jako jedyną poprawną nazwę stolicy Ukrainy. W rezultacie rząd federalny Stanów Zjednoczonych zaprzestał używania formy Kiev. Wcześniej stosowano obie wersje.
W październiku 2019 Międzynarodowe Zrzeszenie Przewoźników Powietrznych (IATA) zdecydowało się przyjąć transliterację Kyiv. Do stycznia 2020 zmianę tę wdrożyło 63 lotniska i 3 linie lotnicze, jeszcze przed formalną decyzją IATA. Wśród tych portów lotniczych znalazły się m.in. Toronto Pearson, Luton, Manchester, Frankfurt oraz Josep Tarradellas Barcelona–El Prat.
We wrześniu 2020 angielskojęzyczna Wikipedia zaktualizowała nazwę stolicy Ukrainy z Kiev na Kyiv.